# 内灘料金所
内灘料金所（うちなだりょうきんじょ）は、かつて石川県河北郡内灘町の能登有料道路（現：のと里山海道）上にあった料金所である。2013年3月31日正午に無料化されたのに伴い廃止された。

## 道路
- 能登有料道路

## 料金所（現在は廃止）
- ETCやクレジットカードでは精算できない。（かつて道路関係四公団が発行していたハイウェイカードも利用できなかった。）
- 起点（粟崎IC）-高松IC間の料金を支払う。
- 上記とは別に、穴水方面に向かう際、「穴水まで」（または「全線」）と係員に言えば今浜・上棚矢駄・横田の各料金所の通行券（3枚1綴り）が購入できる。全区間利用する場合、この方法で購入すると、各料金所を通行する際、事前に金銭を用意する手間を省くことができるが、料金自体は各料金所で支払う料金と同額である（無割引）。

- なお、隣接する内灘ICと穴水方面相互間の料金は、粟崎ICと穴水方面相互間の料金と同額である。

### 本線（金沢方面）
- レーン数：3
  - 一般：3

### 本線（穴水方面）
- レーン数：3
  - 一般：3

## 周辺
- 金沢医科大学病院
- 金沢医科大学
- 河北潟

## 隣
のと里山海道
粟崎IC - 海浜緑台交差点 - 海浜千鳥台交差点 - 海浜向陽台交差点 - 大根布JCT - 内灘IC - 内灘TB - 白尾IC/TB